# Heckantrieb

Schemadarstellung Heckantrieb

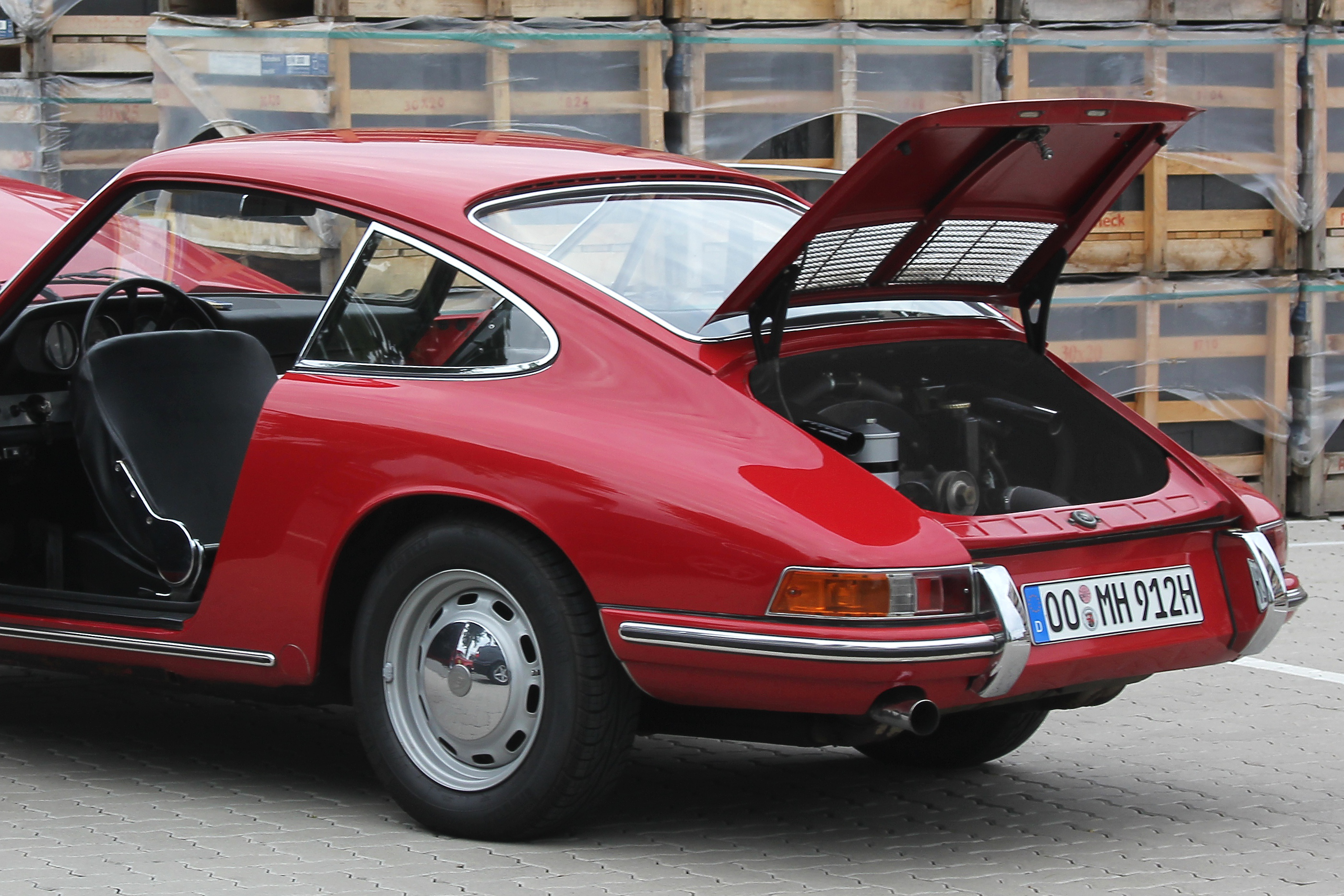
Heckantrieb: Porsche 912

Der Heckantrieb ist eine Ausführung des Hinterradantriebs bei Kraftfahrzeugen, bei dem die gesamte Antriebseinheit (bestehend aus Heckmotor, Getriebe und Antriebsachse) auf bzw. direkt hinter der Hinterachse zusammengefasst ist. Diese Bauweise ist auch als Hecktriebblock bekannt.
Der Begriff Heckantrieb wird umgangssprachlich oft ungenau mit Hinterradantrieb gleichgesetzt.

## Geschichte
Bereits das erste Automobil mit Verbrennungsmotor, der Patent-Motorwagen von Carl Benz aus dem Jahr 1886, hatte einen Heckantrieb. Dieser blieb auch ca. bis zur Jahrhundertwende die vorherrschende Antriebsform. Anfang des 20. Jahrhunderts setzte sich dann aber der Hinterradantrieb mit Motor und Getriebe vor den Insassen weitgehend durch, obwohl er wegen des Abstandes zwischen Getriebe und Achsdifferential zusätzliche Komponenten und Bauraum erfordert. Um die Kraft zu übertragen, ist eine Kardanwelle notwendig, die meist im Wageninnern durch einen „Tunnel“ verborgen ist. Durch den Interessenkonflikt bei Kosten, Raum und Gewicht ist die Standardbauweise für Kleinwagen nicht oder nur bedingt geeignet.
Eine Lösungsmöglichkeit ist die Zusammenfassung von Motor, Getriebe und Antriebsachse zu einer kompakten Antriebseinheit. In der ersten Hälfte des 20. Jahrhunderts wurde dies vorwiegend als Heckantrieb umgesetzt, um den konstruktiven Aufwand einer angetriebenen und gelenkten Vorderachse zu umgehen. Diese Bauweise wird auch als Hecktriebblock bezeichnet.
Ab den 1970er Jahren wurde der Frontantrieb die vorherrschende Antriebsart; der Heckantrieb wurde zu einer Nischenlösung bei Sportwagen (zum Beispiel Porsche), Kleinstwagen (Smart) und großen Bussen. In Amerika gibt es seit der Einstellung des Chevrolet Corvair 1969, der als „Heckschleuder“ berüchtigt war, keine Heckmotorlimousinen mehr. In Europa entwickelten und fertigten die tschechischen Automobilhersteller Škoda (mit dem Škoda Rapid bis 1990) und Tatra (mit dem Tatra 700 bis 1999) Limousinen mit Heckmotor.

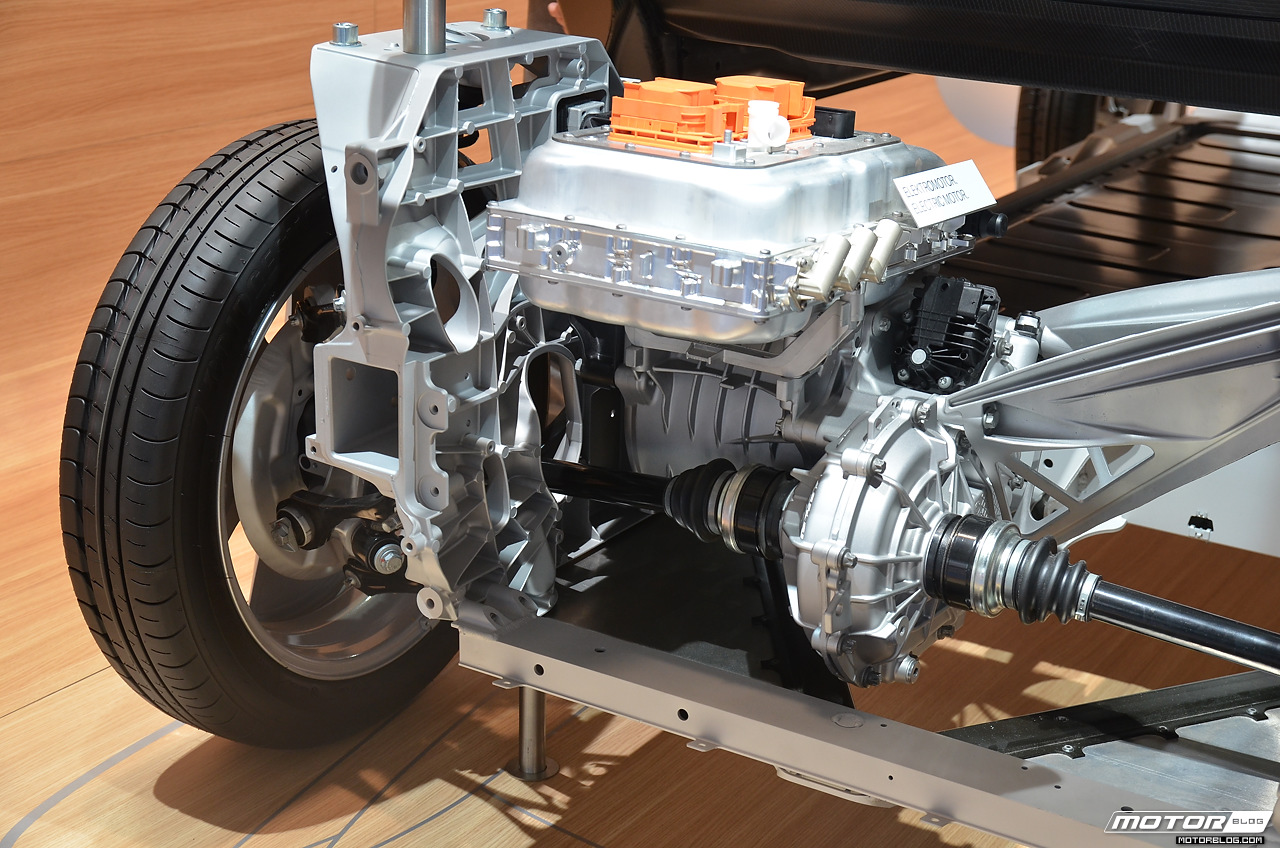
Heckantrieb eines Elektroautos (BMW i3)

Mit dem Aufkommen der Elektromobilität in den 2010er-Jahren kehrte der Heckantrieb jedoch in viele Alltagsfahrzeuge zurück. Die meisten Nachteile eines Heckmotors treffen auf Elektroautos nicht oder nur in geringem Maße zu, da die Elektromotoren vergleichsweise kompakt und leicht sind. Zudem werden in direkter Umgebung des Motors keine sonstige Komponenten benötigt, insbesondere kein Getriebe mit variabler Übersetzung. Stattdessen kann ein einfaches Getriebe mit fester Übersetzung direkt in den Motorblock und die Antriebsachse integriert werden. Wegen der weitgehenden Wartungsfreiheit der Komponenten ist auch keine Erreichbarkeit von oben erforderlich. Dies alles erlaubt daher eine platzsparende Montage direkt an der Hinterachse ohne wesentliche Einschränkungen beim Raumangebot für Passagiere und Gepäck. Die meisten reinen Elektroauto-Plattformen sehen daher einen Heckantrieb mit optionalem zusätzlichen Frontantrieb (zweiter Motor an der Vorderachse) vor.

## Vor- und Nachteile
Außer den Vorteilen des Hinterradantriebs bietet der Heckantrieb noch weitere Vorteile gegenüber Antriebskonzepten mit Frontmotor:
- Unabhängig vom Beladungszustand und der dynamischen Achslastverteilung des Fahrzeugs hat die Antriebsachse einen hohen Achslastanteil und damit gute Traktion bei glatter Fahrbahn oder beim starken Beschleunigen.
- Im Vergleich zu Fahrzeugen mit Frontmotor und Hinterradantrieb wird der Fahrgastraum nicht durch einen Kardantunnel eingeengt. Die ab den 1980er- und 1990er-Jahren stärker verbreiteten Fahrzeuge mit Frontmotor und Frontantrieb brauchen ebenfalls keinen Kardantunnel, sie haben Vergleichbares nur als Platz für den Auspuff und zur Versteifung der Bodengruppe.

Dem stehen bei Fahrzeugen mit Verbrennungsmotor folgende Nachteile im Vergleich zu Fahrzeugen mit Front- oder Mittelmotor entgegen:
- Das Fahrzeugheck wird teilweise oder ganz durch die Antriebseinheit in Anspruch genommen und steht dadurch eingeschränkt oder gar nicht für Stauraum zur Verfügung.
- Ist dennoch ein Kofferraum im Fahrzeugheck verwirklicht, ist entweder der Zugang zum Kofferraum oder zum Motor eingeschränkt, zudem kann der motornahe Kofferraum durch die Wärmeabstrahlung des Motors stark aufgeheizt werden.
- Der Fahrzeugbug kann die Nachteile an Stauraum nicht kompensieren, denn der vorhandene Raum wird teilweise durch die Radkästen (die wegen der gelenkten Vorderräder größer als an der Hinterachse ausfallen), die Lenkungsmechanik und den Fußraum für Fahrer und Beifahrer in Anspruch genommen.
- Die Achslast der Hinterachse ist deutlich höher als die der vorderen (hecklastig), was sich negativ auf Fahrstabilität und Seitenwindempfindlichkeit auswirkt. Die Fahrstabilität lässt sich mit breiteren Reifen an der Hinterachse und einer besser ausgeglichenen Achslastverteilung verbessern, zum Beispiel indem die Batterie vorn im Fahrzeug angeordnet wird.

## Beispiele für Pkw mit Heckantrieb
- Benz Patent-Motorwagen
- BMW 600, 700,
- Chevrolet Corvair
- Fiat 126, 500 und Steyr-Puch 500
- Fiat 600, Fiat 850, Fiat 133
- Glas Goggomobil
- Goliath Pionier
- Hillman Imp
- Hino Contessa

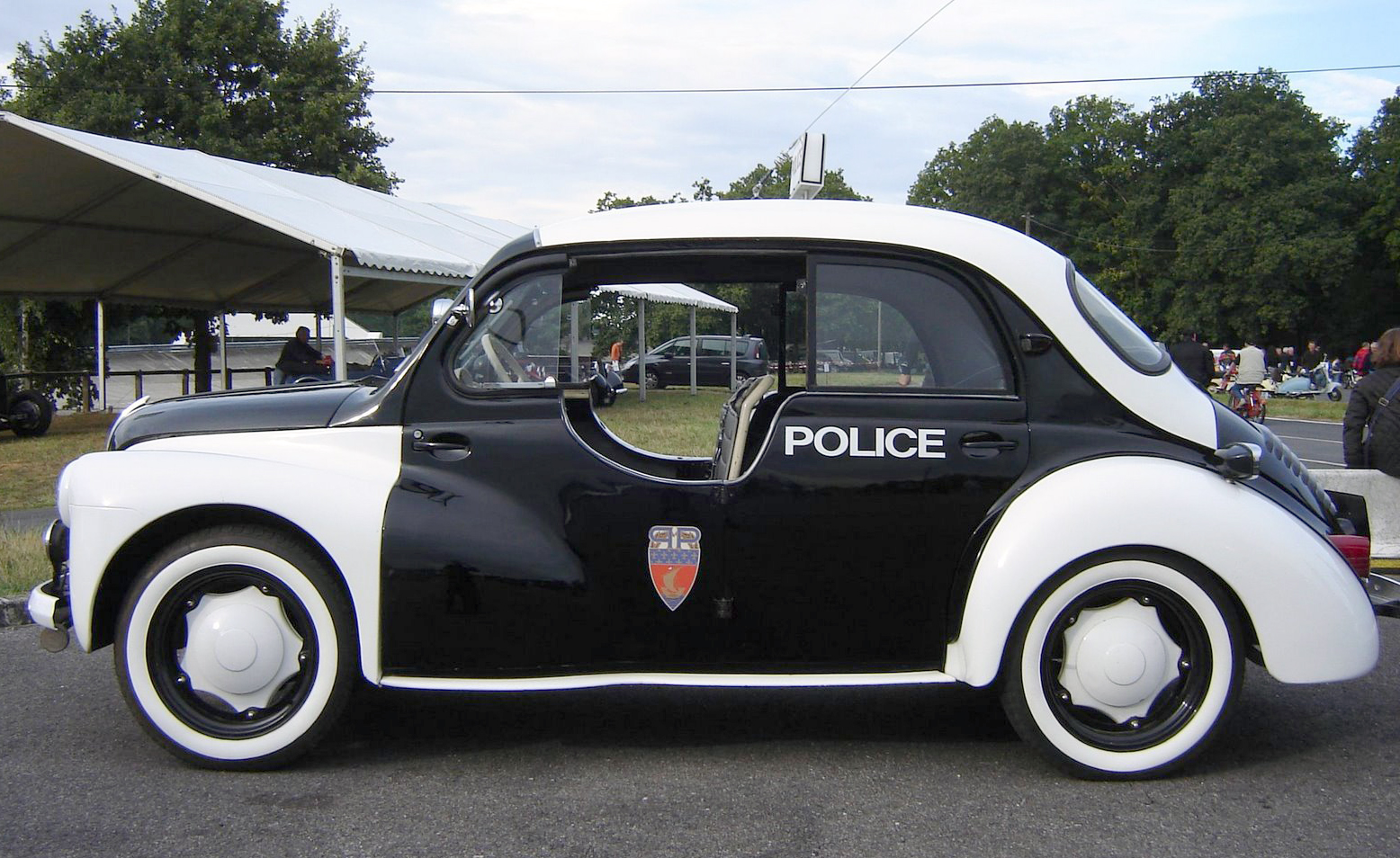
Beispiel eines Pkw mit Heckantrieb: „Cremeschnittchen“ (Renault 4CV) im Einsatz für die Pariser Polizei

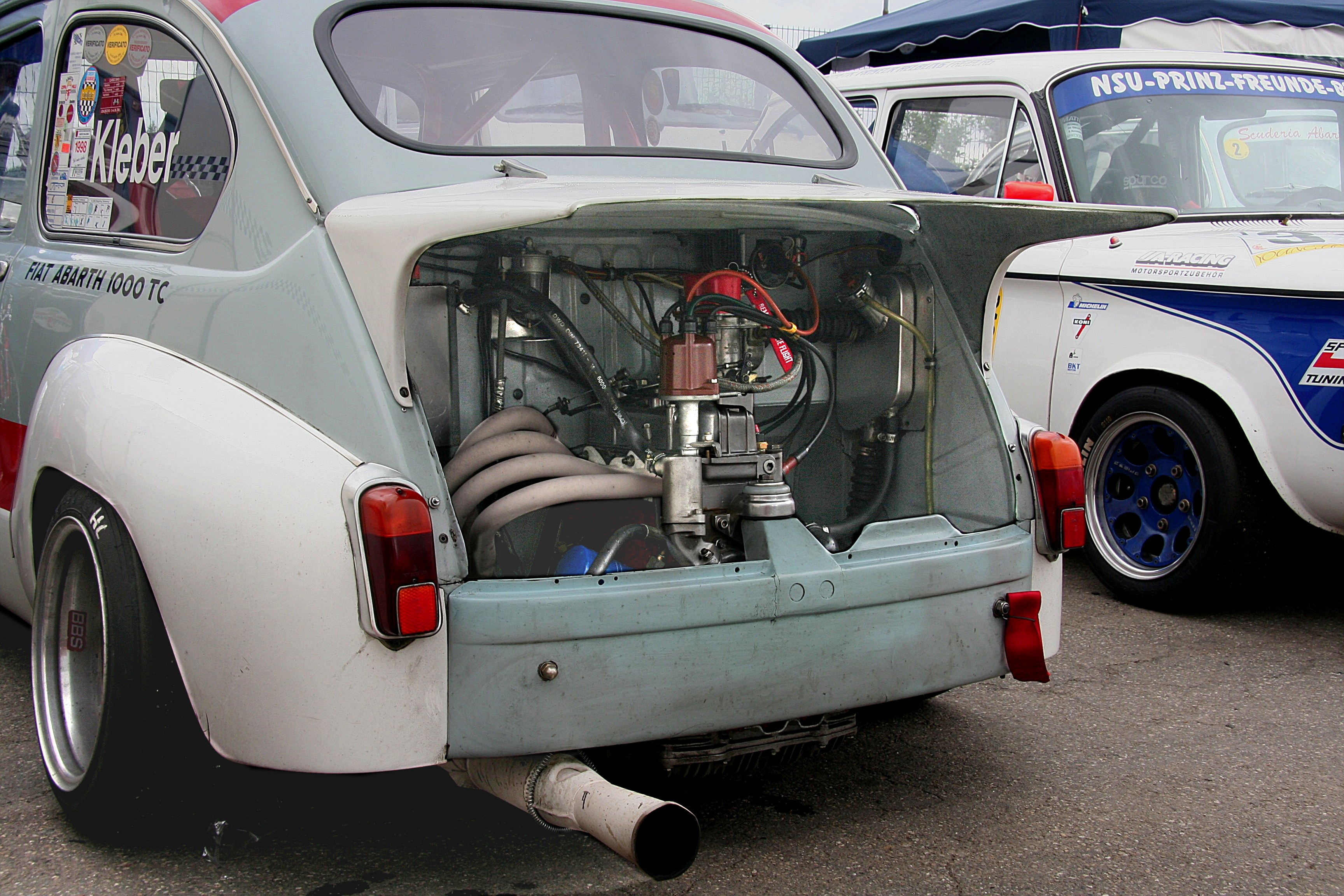
Fiat Abarth 1000 TC

- Mercedes-Benz 120/130/150/170H/175
- NSU Prinz
- Porsche 356, 911, 912
- Renault 4CV, Dauphine, Caravelle, R8, R10, Twingo III
- Alpine A108
- Saporoshez (alle Modelle bis 1987, ab SAS Tawria nicht mehr)
- Simca 1000
- Smart Fortwo
- diverse Škoda-Modelle von 1964 bis 1990: 1000 MB, 100, 110 R, Rapid, 742, ab 2020: Enyaq
- Subaru 360
- Subaru Sambar
- Suzuki Fronte 360
- Tatra 77, 87, 97, 600, 603, 613, 700
- Tucker ’48
- KdF-Wagen, VW Typ 82 (Kübelwagen), VW Käfer (Typ 1), VW-Bus (Typ 2 („Bulli“) als T1, T2, T3), VW Karmann-Ghia, VW Typ 3 (1500/1600), VW Typ 147 („Fridolin“), VW Brasília und VW Typ 4 (411/412), ID.3, ID.4, ID.5

Der Hanomag 2/10 PS („Kommissbrot“) hat keinen Heckantrieb, sondern einen Hinterradantrieb, da zwischen dem Mittelmotor und Achse eine Übertragungseinrichtung (hier: Kette statt Kardanwelle) eingebaut und damit nicht der gesamte Antrieb zu einer Einheit zusammengefasst ist.

## Andere Antriebsvarianten
| Unterscheidung nach Motorposition: - Frontmotor - Mittelmotor - Heckmotor | Unterscheidung nach Antriebsachsen: - Vorderradantrieb - Allradantrieb - Hinterradantrieb | Unterscheidung nach Antriebseinheit: - Frontantrieb (Frontmotor und Vorderradantrieb) - Standardantrieb (Frontmotor und Hinterradantrieb) - Heckantrieb (Heckmotor und Hinterradantrieb) |